# Casimiro de Brito
Casimiro Cavaco Correia de Brito ComIH (Loulé, 14 de janeiro de 1938 - Braga, 16 de maio de 2024) foi um poeta, ensaísta e ficcionista português.

## Biografia
Casimiro de Brito nasceu em 14 de janeiro de 1938 em Loulé, distrito de Faro.
Viveu a sua infância na região algarvia, completando o Curso Geral do Comércio, na Escola Industrial e Comercial de Faro. 
Em 1956 criou no jornal A Voz de Loulé uma página literária designada Prisma de Cristal, que se publicou até 1959, num total de 26 números. Nela colaboraram, entre outros, Ramos Rosa, Gastão Cruz e Maria Rosa Colaço. De 1958 a 1964 dirigiu, em Faro, a colecção de poesia A Palavra na qual publicaram, entre outros, Fiama Hasse Pais Brandão, Luiza Neto Jorge e Candeias Nunes. Depois de uma passagem por Londres, em 1958, fundou e dirigiu com António Ramos Rosa os Cadernos do Meio-Dia (1958-60), onde se revelaram os poetas do movimento literário Poesia 61. 
Em 1958, frequentou o Westfield College, em Londres, e viveu na Alemanha em finais dos anos 1960, estabelecendo-se em Lisboa em 1971, onde desempenhou funções no sector bancário. 
Poeta, romancista e ensaísta, tem cerca de 56 livros publicados, traduzidos em 26 idiomas. 
Foi vice-presidente da Associação Portuguesa de Escritores, Presidente do P.E.N. Clube Português e é actualmente Presidente da respectiva Assembleia Geral. Dedica-se hoje exclusivamente à escrita e continua a desenvolver uma intensa actividade como divulgador da poesia nacional e internacional. Foi nomeado consultor para a Europa da World Haiku Association, sediada em Tóquio. É responsável pela colaboração portuguesa na revista internacional Serta, e editor-in-chief da Antologia de Literatura Mundial Diversity do P.E.N. Club Internacional. 
Entre outros, Casimiro de Brito recebeu o Grande Prémio de Poesia Associação Portuguesa de Escritores pelo livro Labyrinthus (1981), o Prémio Versília, de Viareggio, para a "Melhor Obra Completa Estrangeira", pela obra Ode & Ceia (1985), o Prémio de Poesia do P.E.N. Clube, pelo livro Opus Affettuoso seguido de Última Núpcia (1997), o Prémio Internacional de Poesia Léopold Senghor (2002), o Prémio de Poesia Aleramo-Luzi, para o Melhor Livro de Poesia Estrangeiro, com o Livro das Quedas (2004), e ainda o Prémio de melhor poeta do Festival Internacional "Poeteka" (anel de platina), na Albânia (2008).
Casimiro de Brito foi ainda nomeado embaixador mundial da Paz (ONG, Zurique) e, em 2008, foi agraciado pelo Presidente da República Portuguesa com a Comenda da Ordem do Infante D. Henrique.
O seu último livro editado foi 69 Poemas de Amor (2008) e tem em via de publicação Amar a Vida Inteira (terceiro volume do Livro das Quedas – poesia) e o primeiro volume do romance Livro do Desejo.
Em 2020, estabeleceu-se em Braga, onde morreu a 16 de maio de 2024, aos 86 anos.